# Leche de cabra

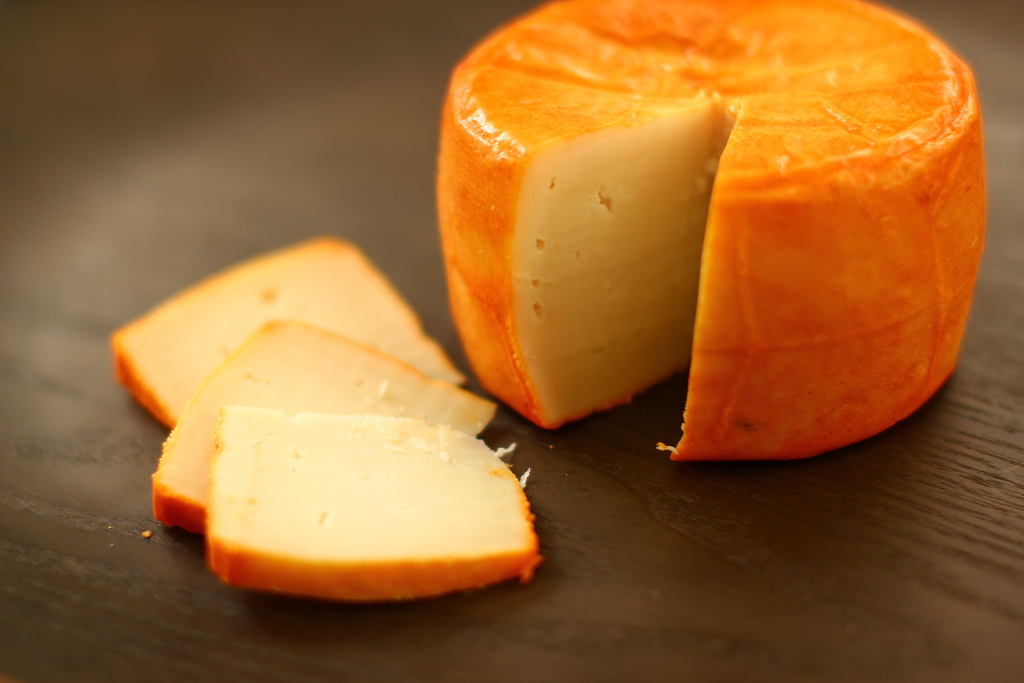
La leche de cabra, en la actualidad, se emplea fundamentalmente en la elaboración de quesos.

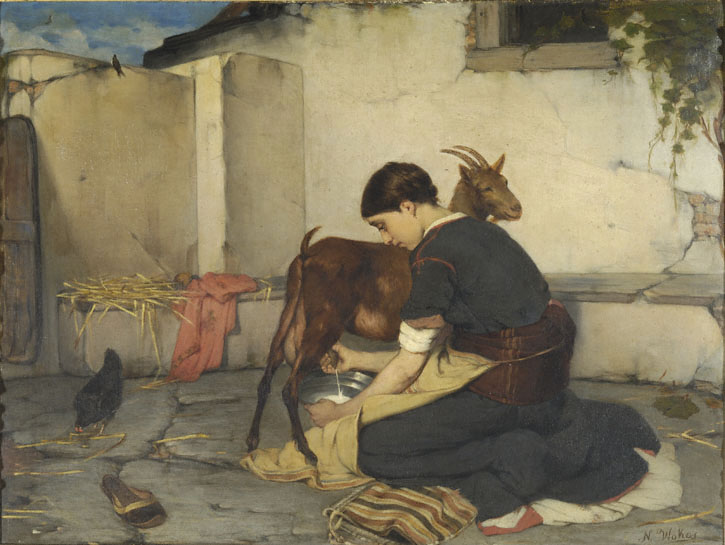
El ordeñe de las cabras siempre ha sido un motivo de vida rural en el arte.

La leche de cabra es el subproducto de la operación de ordeñe que se hace los mamíferos del género Capra. Este tipo de leche posee aplicaciones culinarias directas en la industria láctea como es el caso de la elaboración de quesos de leche de cabra. Es posible elaborar los mismos productos lácteos con la leche de cabra, existiendo en el mercado aquellos que culturalmente son más aceptados. En algunos países es posible que se comercialice en supermercados, siendo su cuota muy inferior a la de otras leches como la de vaca. La leche de cabra es, por regla general, más digestiva y nutritiva que la leche de vaca.

## Historia
Aconsejaba Hipócrates de Quíos el consumo de leche de cabra en exceso. El mito de la cabra Amaltea es una leyenda heredada de la mitología griega y, posteriormente adaptada por los romanos, que mencionan que Amaltea es la cabra que alimentó con su leche a Júpiter. 
No obstante a comienzos del siglo XX se comenzó a rehusar su consumo por ser transmisora de enfermedades como la brucelosis (fiebre de Malta). De la misma forma en 1920 en Alemania muchos recién nacidos contrajeron anemia ferropénica debido a su consumo, cuando no era conocido que la leche de los mamíferos domésticos es precisamente deficitario en hierro respecto a la leche humana. Estos sucesos hicieron que la leche de cabra adquiriera una mala reputación en los países desarrollados.

## Propiedades
La composición de la leche puede sufrir diversas alteraciones debido a la raza, estado de lactación, alimentación y época del año. Al igual que otras leches de mamíferos la composición más alta corresponde al agua: ronda el 85%. El principal elemento nitrogenado es la proteína denominada caseína de tipo A2 (la de vaca es de tipo A1). La leche no posee aglutinina cuya función es la de poder agrupar los nódulos de grasa (coágulos de grasa), siendo más pequeños en esta leche es posible ser atacada con mayor facilidad por los enzimas digestivos. Esta es una de las razones por la que resulta más fácil de ser digerida que otras leches como la de vaca. Esta característica permite que la leche no sea sometida al proceso de homogeneización necesaria en otras leches. 
La leche de cabra posee un color blanco más intenso debido a la ausencia de carotenos que se transforman en vitamina A pura, a diferencia de la leche de vaca que contiene betacaroteno; el cual le da un tinte ligeramente amarillento a aquella. Forma nata con dificultad, principalmente debido a su viscosidad. Suele tener una composición media que va desde 60 a los 80 KCal/100 gramos (cada litro posee unas 750 Kcal). Su contenido en lactosa ha sido un remedio para la gente con condiciones de debilidad y de convalecencia en muchas culturas tradicionales. Tradicionalmente se ha tomado si no se toleraba la leche de vaca, aunque su espectro de tolerancia es mayor.

## Producción
| Los 10 mayores productores de leche de cabra en 2018 (toneladas, o miles de litros) | Los 10 mayores productores de leche de cabra en 2018 (toneladas, o miles de litros) |
| ----------------------------------------------------------------------------------- | ----------------------------------------------------------------------------------- |
| India                                                                               | 6.098.730                                                                           |
| Sudán                                                                               | 1.151.000                                                                           |
| Bangladés                                                                           | 1.122.646                                                                           |
| Pakistán                                                                            | 915.000                                                                             |
| Francia                                                                             | 652.327                                                                             |
| Turquía                                                                             | 561.826                                                                             |
| Mali                                                                                | 526.130                                                                             |
| España                                                                              | 461.375                                                                             |
| Sudán del Sur                                                                       | 459.343                                                                             |
| Grecia                                                                              | 397.785                                                                             |